# Jacques Cheminade
Jacques Cheminade (født 1941) er en fransk-argentinsk politiker og tidligere diplomat. Han stillede op som kandidat ved det franske præsidentvalg i 1995 (for Fédération pour une nouvelle solidarité, FNS), 2012 og 2017 (to gange for Solidarité et Progrès, SP). Cheminade placerede sig tre gange sidst blandt alle kandidater. Siden 29. februar 1996 har han været partileder for Solidarité et Progrès.
Cheminade studerede ved HEC Paris og ENA. I sin tid som kommerciel attaché ved den franske ambassade i Washington D.C. (1972-1977) mødte han Lyndon LaRouche, som ville påvirke hans politiske ideer. Cheminade blev efterfølgende overvåget af det amerikanske FBI.